# Campeonato Mundial de Rugby M19 División B de 2000
El Campeonato Mundial de Rugby M19 División B de 2000 se disputó en Francia y fue la vigésimo primera edición del torneo en categoría M19.

## Resultados

### Dieciseisavos de final
| 13 de abril | Rusia | 68 - 5 | Madagascar |  |  |

| 13 de abril | Ucrania | 5 - 5 | Paraguay |  |  |

| 13 de abril | Samoa | 24 - 15 | Alemania |  |  |

| 13 de abril | Portugal | 20 - 13 | Túnez |  |  |

| 13 de abril | Georgia | 20 - 9 | Lituania |  |  |

| 13 de abril | Tonga | 25 - 6 | Países Bajos |  |  |

| 13 de abril | República Checa | 3 - 3 | Marruecos |  |  |

| 13 de abril | Polonia | 8 - 24 | Corea del Sur |  |  |

### Cuartos de final 9° al 16° puesto
| 16 de abril | Lituania | 20 - 10 | Países Bajos |  |  |

| 16 de abril | Marruecos | 8 - 22 | Polonia |  |  |

| 16 de abril | Túnez | 19 - 19 | Alemania |  |  |

| 16 de abril | Ucrania | 35 - 0 | Madagascar |  |  |

### Cuartos de final 1° al 8° puesto
| 16 de abril | Rusia | 34 - 10 | Paraguay |  |  |

| 16 de abril | Samoa | 8 - 6 | Portugal |  |  |

| 16 de abril | Georgia | 6 - 23 | Tonga |  |  |

| 16 de abril | República Checa | 5 - 18 | Corea del Sur |  |  |

### Semifinal 13° al 16° puesto
| 19 de abril | Madagascar | 6 - 32 | Túnez |  |  |

| 19 de abril | Países Bajos | 0 - 29 | Marruecos |  |  |

### Semifinal 9° al 12° puesto
| 19 de abril | Ucrania | 17 - 5 | Alemania |  |  |

| 19 de abril | Lituania | 13 - 29 | Polonia |  |  |

### Semifinal 5° al 8° puesto
| 19 de abril | Paraguay | 22 - 12 | Portugal |  |  |

| 19 de abril | Georgia | 24 - 11 | República Checa |  |  |

### Semifinales Campeonato
| 19 de abril | Rusia | 25 - 33 | Samoa |  |  |

| 19 de abril | Tonga | 7 - 11 | Corea del Sur |  |  |

### 15° puesto
| 22 de abril | Madagascar | 20 - 75 | Países Bajos |  |  |

### 13° puesto
| 22 de abril | Túnez | 11 - 6 | Marruecos |  |  |

### 11° puesto
| 22 de abril | Alemania | 15 - 30 | Lituania |  |  |

### 9° puesto
| 22 de abril | Ucrania | 13 - 22 | Polonia |  |  |

### 7° puesto
| 22 de abril | Portugal | 43 - 8 | República Checa |  |  |

### Quinto puesto
| 22 de abril | Paraguay | 10 - 11 | Georgia |  |  |

### Tercer puesto
| 22 de abril | Rusia | 21 - 15 | Tonga |  |  |

### Final
| 22 de abril | Samoa | 56 - 14 | Corea del Sur |  |  |

| Bandera de Samoa |
| Campeón Samoa    |
| Primer título    |